# Gamkalley Sébanguey
Gamkalley Sébanguey (auch: Gamkallé Sabanguye, Gamkalley Sébangaye, Gamkalley Sébangueye) ist ein Stadtviertel (französisch: quartier) im Arrondissement Niamey IV der Stadt Niamey in Niger.

## Geographie

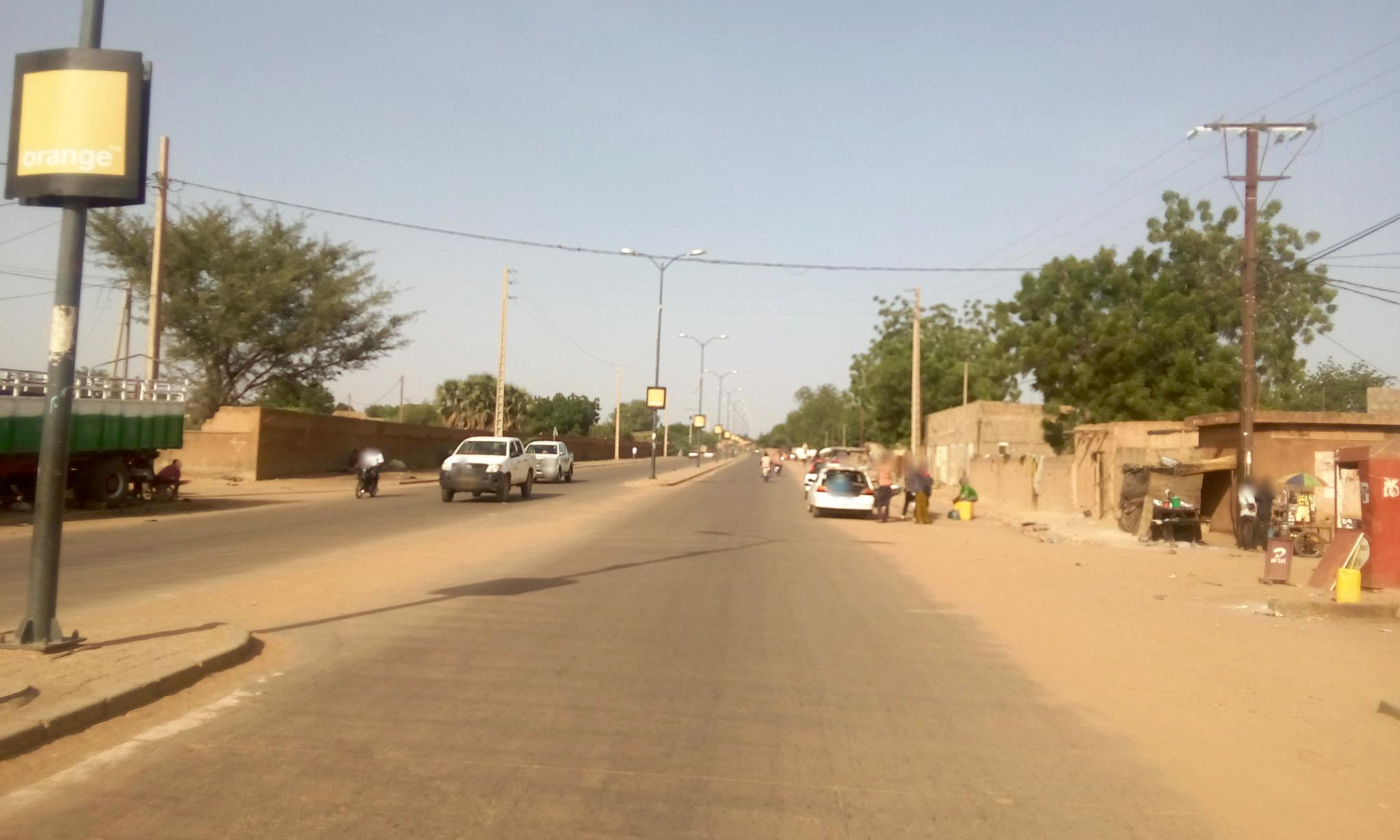
Avenue des Armées in Gamkalley Sébanguey (2017)

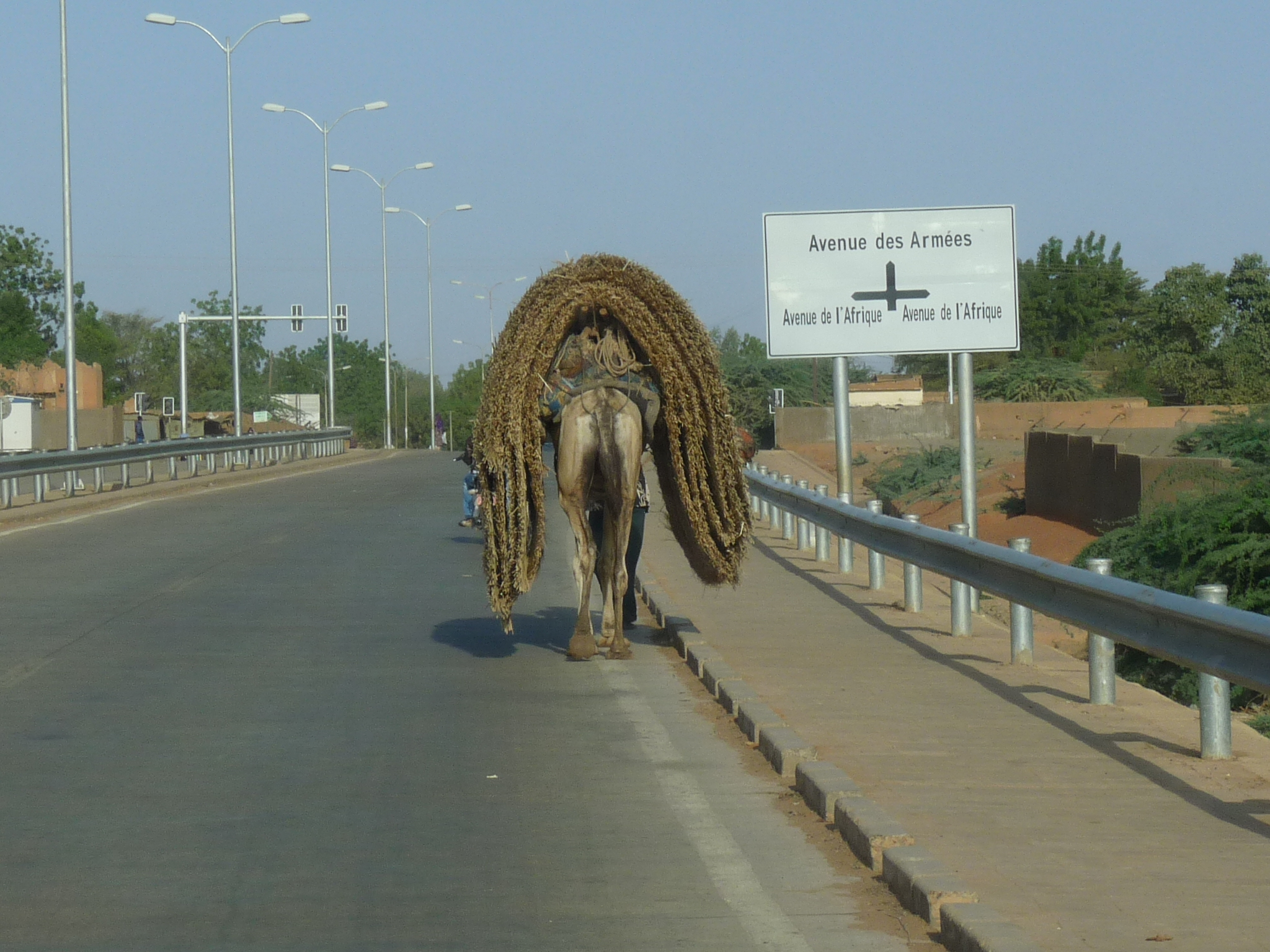
Avenue des Armées in Gamkalley Sébanguey bei der Auffahrt zur Straßenbrücke Pont de l’amitié Chine-Niger (2011)

Gamkalley Sébanguey bildet zusammen mit dem südöstlich angrenzenden Stadtviertel Gamkalley Golley den Stadtteil Gamkalley am Strom Niger im Süden Niameys. Die Grenze zwischen den beiden Stadtvierteln wird von der Laterit-Straße Avenue de Gamkallé gebildet. Weitere wichtige asphaltierte Straßen in Gamkalley Sébanguey sind die Avenue de l’Afrique zwischen dem Stadtviertel Terminus im Zentrum vom Niamey und der Stadt Kollo sowie die Avenue des Armées an der Auffahrt zur Straßenbrücke Pont de l’amitié Chine-Niger über den Fluss Niger, die in der anderen Richtung Gamkalley Sébanguey mit nördlich gelegenen Stadtvierteln wie Nouveau Marché und Poudrière verbindet. Das Standardschema für Straßennamen in Gamkalley Sébanguey ist Rue GK 1, wobei auf das französische Rue für Straße das Kürzel GK für Gamkalley und zuletzt eine Nummer folgt. Dies geht auf ein Projekt zur Straßenbenennung in Niamey aus dem Jahr 2002 zurück, bei dem die Stadt in 44 Zonen mit jeweils eigenen Buchstabenkürzeln eingeteilt wurde.
Das Stadtviertel erstreckt sich über eine Fläche von etwa 67,2 Hektar und liegt wie der gesamte Norden von Niamey in einem Tafelland mit einer weniger als 2,5 Meter tiefen Sandschicht, wodurch nur eine begrenzte Einsickerung möglich ist.

## Geschichte
Gamkalley Sébanguey wurde im 16. oder 17. Jahrhundert gegründet. Der lokalen Überlieferung zufolge hieß der Gründer Aula Sébangou und war ein Sohn von Sébangou Mali, dem Herrscher von N’Dounga, das der Hauptort der Zarma-Untergruppe Kogori war. Nach einem familiären Konflikt um die Herrschaftsnachfolge in N’Dounga flüchtete Aula Sébangou zu seinem Onkel, dem Herrscher von Goudel, der ebenfalls den Kogori angehörte. Letzterer wies Aula Sébangou ein Stück Land am Niger zu, der dort mit seinen Untergebenen die nach ihm benannte Siedlung Gamkalley Sébanguey gründete. Kurz darauf wurde daneben von einem Mitglied der Zarma-Untergruppe Golley die Siedlung Gamkalley Golley gegründet. Beide Ortschaften hatten jahrhundertelang einen gemeinsamen Ortsvorsteher, den maigari von Gamkalley, der aus dem größeren Gamkalley Sébanguey stammte. Bei den Wahlen zu einem neuen maigari im Jahr 1924 oder 1925 stellten sich zwei rivalisierende Söhne des verstorbenen Ortsvorstehers aus Gamkalley Sébanguey zur Wahl, was zur Folge hatte, dass der einzige Kandidat aus Gamkalley Golley die relative Mehrheit gewann. Er blieb jahrzehntelang im Amt. Die Spaltung zwischen den beiden Ortsteilen zeigte sich auch beim Verfassungsreferendum von 1958, als die Bevölkerung von Gamkalley Sébanguey die Partei Sawaba unterstützte, während die Einwohner von Gamkalley Golley aufseiten der siegreichen Nigrischen Fortschrittspartei standen. Schließlich erhielten beide Siedlungen jeweils eigene Ortsvorsteher und die Konflikte wurden beigelegt.

## Bevölkerung
Bei der Volkszählung 2012 hatte Gamkalley Sébanguey 13.575 Einwohner, die in 2253 Haushalten lebten. Bei der Volkszählung 2001 betrug die Einwohnerzahl 11.022 in 1703 Haushalten und bei der Volkszählung 1988 belief sich die Einwohnerzahl auf 16.629 in 2880 Haushalten.

## Infrastruktur
Im Stadtviertel ist mit einem Centre de Santé Intégré (CSI) ein öffentliches Gesundheitszentrum vorhanden. Die Clinique Gamkalley gehört zu den Privatkliniken in Niamey mit dem besten Ruf.